# Zenkoku-ji
Zenkoku-ji (jap. 善國寺) – świątynia buddyjska szkoły nichiren w dzielnicy Kagurazaka w Tokio (okręg specjalny Shinjuku), w Japonii.
Świątynia powstała w 1595 na terenie, który podarował siogun Ieyasu Tokugawa, a głównym bóstwem stał się tam Bishamon, patron wojowników, daimyō i samurajów, jedno z bogów szczęścia Shichi-fukujin. W 1670 kiedy świątynia spłonęła, odbudowano ją w nowym miejscu, a w 1792, po kolejnym pożarze, zbudowano ją w obecnej lokalizacji w Kagurazaka. W czasie II wojny światowej uległa spaleniu w 1945. Odbudowę prowadzono od 1946, a w 2014 zrekonstruowano główne sanktuarium Bishamon-dō.